# Russian spring-summer encephalitis
Russian spring-summer encephalitis (RSSE) is hersenontsteking veroorzaakt door virussen die worden overgebracht door teken. In tegenstelling tot bij de ziekte van Lyme wordt de ziekte direct bij een beet overgebracht. Preventie tegen tekenbeten is dus van belang wanneer men zich in een gebied begeeft waar de ziekte heerst.
Synoniemen voor vormen van hersenontsteking die door teken worden overgebracht zijn:
- Tick based encephalitis (TBE)
- Centraal-Europese tekenencefalitis (CEE)
- Russian spring-summer encephalitis (RSSE)
- Spring-summer encephalitis (SSE)

Al deze ziekten behoren tot de groep van de flavivirussen, waartoe ook gele koorts, Japanse encefalitis en dengue behoren.
Zie ook:Frühsommer-Meningoenzephalitis